# Ludo Dielis

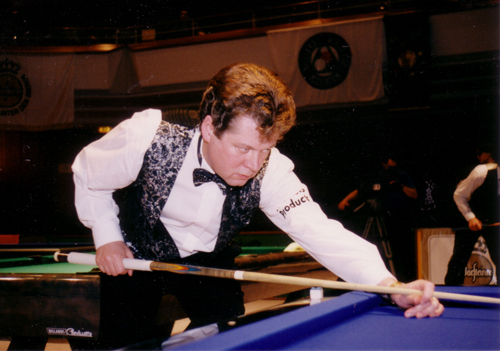
Ludo Dielis

Ludo Dielis (Deurne, 23 februari 1945) is een Belgisch carambolebiljarter, die negen maal wereldkampioen is geworden, 23 maal Europees kampioen en 37 maal Belgisch kampioen.

## Levensloop
Hij begon op elfjarige leeftijd te biljarten in de club van zijn vader: BC Altijd Raak in café Tubbax te Deurne. Hij maakte snel vorderingen, kreeg biljartles bij Jos Vervest en op zijn 15e verjaardag van zijn ouders een matchbiljart op zijn slaapkamer. Kort daarna gaven zijn ouders hun confiseriezaak op en gingen ze het nieuwe biljartcafé Arena in Deurne uitbaten. Daar werd even later ook BC Arena gesticht waar Ludo nog altijd lid van is.
Op 17-jarige leeftijd werd hij Europees kampioenschap junioren in Berlijn voor onder andere Dieter Müller, de latere wereldkampioen. Op 21-jarige leeftijd werd hij in alle spelsoorten ereklasser als jongste aller tijden. Op 24-jarige leeftijd werd hij (weer in Berlijn) voor de eerste maal wereldkampioen vijfkamp door in de finale te winnen van Raymond Ceulemans. Na Ceulemans staat hij nog altijd op de tweede plaats op de wereldranglijst aller tijden van nationale, Europese en wereldtitels.
Hij won de wereldbeker driebanden in 1989. 

## Palmares

### Wereldtitels
- Ankerkader 47/1 in 1977
- Bandstoten in 1974, 1981 en 1983
- Driebanden in 1981 en 1989
- Vijfkamp in 1969 en 1981

### Europese titels
- Ankerkader 47/1 in 1971, 1972, 1973, 1974, 1977, 1979 en 1980
- Ankerkader 71/2 in 1973
- Bandstoten in 1980, 1981 en 1983
- Libre in 1975
- Vijfkamp in 1971 en 1977

### Nationale titels
- Driebanden in 1982, 1983 en 1985
- Bandstoten in 1967, 1973, 1974, 1975, 1976, 1978, 1982, 1983, 1984, 1986, 1989 en 1990
- Ankerkader 47/1 in 1977, 1979, 1980, 1982 en 1983
- Ankerkader 47/2 in 1974, 1977 en 1978
- Ankerkader 71/2 in 1970, 1973 en 1974
- Libre in 1976
- Vijfkamp in 1976, 1980 en 1983
- Beker van België driebanden in 1995